# Absh Khatun
Absh Khatun est reine de Perse de 1263 à 1287.

## Biographie
Sa mère est Bibi Khatun. Son père, Saʿd II, qui a régné brièvement en 1260.
Elle épouse Mengü Temür et vit à Ourdou, capitale de l'Ilkhanate. Son beau-père, Houlagou Khan, l'envoie à Chiraz pour régner en 1263. Quand elle retourne à Chiraz, les gens sont heureux. Des pièces de monnaie sont frappées à son effigie.
Elle est la dernière souveraine de la dynastie Atabek. Elle règne jusqu'en 1287.